# Kumla socken, Östergötland
Kumla socken i Östergötland ingick i Lysings härad, ingår sedan 1971 i Mjölby kommun och motsvarar från 2016 Kumla distrikt.
Socknens areal är 12,62 kvadratkilometer, varav 7,81 land. År 2000 fanns här 101 invånare. Sockenkyrkan Kumla kyrka ligger i denna socken.

## Administrativ historik
Kumla socken har medeltida ursprung.
Vid kommunreformen 1862 övergick socknens ansvar för de kyrkliga frågorna till Kumla församling och för de borgerliga frågorna till Kumla landskommun. Landskommunen inkorporerades 1952 i Folkunga landskommun och ingår sedan 1971 i Mjölby kommun. Församlingen uppgick 2006 i Väderstads församling.
1 januari 2016 inrättades distriktet Kumla, med samma omfattning som församlingen hade 1999/2000. 
Socknen har tillhört samma fögderier och domsagor som Lysings härad. De indelta soldaterna tillhörde Första livgrenadjärregementet, Ombergs kompani och Andra livgrenadjärregementet, Vadstena kompani.

## Geografi
Kumla socken ligger söder om östra delen av Tåkern. Socknen är en slättbygd.

## Hemman
- Hemman och gårdar från 1635-1675 i Kumla socken.

| Gårdar    | Skatte | Krono        | Kyrko      | Vadstena kloster | Vreta kloster | Frälse | Summa |
| --------- | ------ | ------------ | ---------- | ---------------- | ------------- | ------ | ----- |
| Gärdslösa | 4      | 0            | 0          | 0                | 2             | 0      | 6     |
| Tyttorp   | 2      | 0 (1 utjord) | 1          | 0                | 0             | 0      | 3     |
| Åsby      | 1      | 1/2          | 2          | 1                | 0             | 0      | 4 1/2 |
| Lämminge  | 0      | 1            | 0          | 0                | 0             | 0      | 1     |
| Torpa     | 0      | 1            | 0          | 0                | 0             | 0      | 1     |
| Baggetuna | 0      | 0            | 0          | 1                | 0             | 0      | 1     |
| Tuna      | 0      | 0            | 0          | 0                | 0             | 2      | 2     |
| Kumla     | 0      | 0            | 0 (1 åker) | 0                | 0             | 0      | 0     |

- Hemman och gårdar från 1719 i Kumla socken.

| Gårdar    | Skatte | Skatte         | Krono      | Frälse | Nytt Frälse | Summa |
| --------- | ------ | -------------- | ---------- | ------ | ----------- | ----- |
| Gärdslösa | 4      | 0              | 1 1/2      | 0      | 0           | 6 1/2 |
| Tyttorp   | 2      | 1/2 (1 utjord) | 0          | 0      | 0           | 2 1/2 |
| Åsby      | 1      | 0              | 3 1/4      | 0      | 0           | 3 1/4 |
| Sjötuna   | 0      | 0              | 0          | 0      | 1           | 1     |
| Kumla     | 0      | 0              | 0 (1 åker) | 0      | 0           | 0     |

## Fornlämningar
Kända från socknen är gravrösen och skålgropar från bronsåldern samt gravar från järnåldern. Två runristningar är kända.

## Namnet
Namnet (1332 Kumbla) kommer från den mark där kyrkan anlades. Namnet är pluralform av kummel, vid kyrkan finns ättehögar.

## Befolkningsutveckling
| Befolkningsutvecklingen i Kumla socken, Östergötland 1775–1990                                           | Befolkningsutvecklingen i Kumla socken, Östergötland 1775–1990 | Befolkningsutvecklingen i Kumla socken, Östergötland 1775–1990 | Befolkningsutvecklingen i Kumla socken, Östergötland 1775–1990 | Befolkningsutvecklingen i Kumla socken, Östergötland 1775–1990 |
| --- | -------------------------------------------------------------- | -------------------------------------------------------------- | -------------------------------------------------------------- | -------------------------------------------------------------- |
| |                                                                |                                                                |                                                                |                                                                |
| År |                                                                |                                                                | Folkmängd                                                      |                                                                |
| 1775 | 1775                                                           |                                                                | 181                                                            |                                                                |
| 1780 | 1780                                                           |                                                                | 203                                                            |                                                                |
| 1790 | 1790                                                           |                                                                | 229                                                            |                                                                |
| 1795 | 1795                                                           |                                                                | 266                                                            |                                                                |
| 1810 | 1810                                                           |                                                                | 256                                                            |                                                                |
| 1820 | 1820                                                           |                                                                | 280                                                            |                                                                |
| 1830 | 1830                                                           |                                                                | 320                                                            |                                                                |
| 1840 | 1840                                                           |                                                                | 296                                                            |                                                                |
| 1850 | 1850                                                           |                                                                | 342                                                            |                                                                |
| 1860 | 1860                                                           |                                                                | 332                                                            |                                                                |
| 1870 | 1870                                                           |                                                                | 308                                                            |                                                                |
| 1880 | 1880                                                           |                                                                | 295                                                            |                                                                |
| 1890 | 1890                                                           |                                                                | 318                                                            |                                                                |
| 1900 | 1900                                                           |                                                                | 265                                                            |                                                                |
| 1910 | 1910                                                           |                                                                | 242                                                            |                                                                |
| 1920 | 1920                                                           |                                                                | 239                                                            |                                                                |
| 1930 | 1930                                                           |                                                                | 209                                                            |                                                                |
| 1940 | 1940                                                           |                                                                | 209                                                            |                                                                |
| 1950 | 1950                                                           |                                                                | 176                                                            |                                                                |
| 1960 | 1960                                                           |                                                                | 157                                                            |                                                                |
| 1970 | 1970                                                           |                                                                | 107                                                            |                                                                |
| 1980 | 1980                                                           |                                                                | 96                                                             |                                                                |
| 1990 | 1990                                                           |                                                                | 85                                                             |                                                                |
| Anm: Källor: Umeå universitet - Tabellverket 1749-1859, Demografiska databasen, CEDAR, Umeå universitet. |                                                                |                                                                |                                                                |                                                                |

## Framstående personer från bygden
- David Pettersson (1866-1957), Riksdagsledamot i båda kamrarna, statsråd (jordbruksminister)